# Richard Jones (compositeur)
Pour les articles homonymes, voir Richard Jones et Jones.
Richard Jones, né à la fin du XVIIe siècle et mort le 20 janvier 1744 à Londres, est un compositeur et violoniste anglais.

## Biographie
Selon le critique musical John Hawkins, Richard Jones était avant 1723 membre de l'orchestre du théâtre de Drury Lane à Londres. À partir de 1730 il devient en succession de l'Italien Giovanni Stefano Carbonelli premier violon solo de l'orchestre. Jones était surtout connu pour son art d'ornementation dans le style italien, sa technique de double cordes et du bariolage. Les Chamber Air's pour violon, très virtuoses, commencent par un prélude suivi par plusieurs autres mouvements, mais sans danses. Les suites pour clavecin rappellent à la virtuosité des œuvres pour le violon, mais laissent apparaitre des éléments de style d'un Domenico Scarlatti ou de l'école française de clavecin, par exemple de Jean-Philippe Rameau ou de François Couperin. Hawkins cite Jones comme un des professeurs du compositeur Michael Christian Festing (1705-1752), avant que celui-ci devienne élève de Francesco Geminiani,.

## Œuvres (choix)
Opéras et Vocal
- Apollo and Daphne, masque (1725, musique perdue)
- The Miser, pantomime (1726, musique perdue, seule une réduction pour piano a survécu)
- The Mock Doctor, opéra-ballet (1732, musique perdue)
- Hymen's Triumph, pantomime (1737, musique perdue)
- While in a Lovely Rurall Seat, cantate (1720)

Instrumental
- 6 Suites or Setts of Lessons pour clavecin (1732)
- 8 Chamber Air's pour violon et b.c., op. 2 (1735)
- 6 Suites of Lessons pour violon et b.c., op. 3 (1741)

## Discographie (sélection)
- 6 Suites or Sets or Lessons for the Harpsichord, clavecin, Mitzi Meyerson (Label, Glossa)
- Chamber Airs for a Violin (and Thorough Bass) op. 2,  Kreeta-Maria Kentala (violon), Lauri Pulakka (violoncelle), Mitzi Meyerson (clavecin), (Label, Glossa)
- Chamber Air's for a violin and through bass, The Beggar's Ensemble, Label, Flora.